# 法巴 (上加龙省)
法巴（法語：Fabas）是法国上加龙省的一个市镇，属于圣戈当区（Saint-Gaudens）多东地区利斯尔县（L' Isle-en-Dodon）。该市镇总面积18.68平方公里，2009年时的人口为210人。

## 人口
法巴人口变化图示